# $50SAT
$50SAT (auch Eagle-2 oder Morehead-OSCAR 76, kurz: MO-76) war ein US-amerikanischer Amateurfunksatellit.
Er wurde am 21. November 2013 mit einer Dnepr-Rakete vom Kosmodrom Jasny aus gestartet. $50SAT war von Bob Twiggs an der Morehead State University zusammen mit drei anderen Funkamateuren entwickelt worden und diente der Ausbildung von Studierenden. Der Satellit sendete in verschiedenen Betriebsarten Telemetriedaten im 70-Zentimeter-Band. Er basierte auf dem PocketQube-Design für sehr kleine und preiswerte Satelliten und misst 5 cm × 5 cm × 7,5 cm (1,5P).
Nach mehrmonatigen Problemen wegen zu niedriger Batteriespannung sank diese am 19. Juli 2015 endgültig unter die zur Datenübertragung benötigten 3.300 mV, sodass der Satellit den Betrieb einstellte. Am 19. Mai 2018 verglühte $50SAT beim Wiedereintritt in die Erdatmosphäre.